# Calcochloris
Calcochloris là một chi động vật có vú trong họ Chrysochloridae, bộ Afrosoricida. Chi này được Mivart miêu tả năm 1867. Loài điển hình của chi này là Chrysochloris obtusirostris Peters, 1851.

## Các loài
Chi này gồm các loài: